# Salon indien du Grand Café

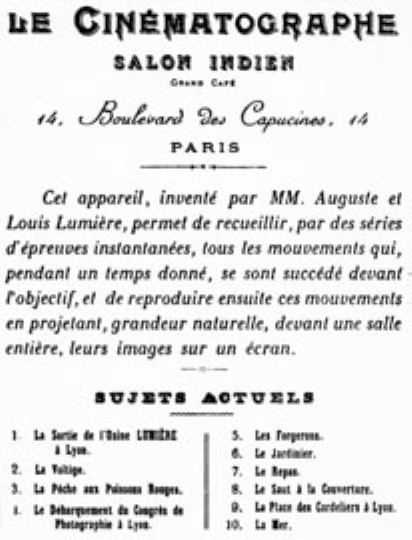
Programa de la proyección.

El Salon indien du Grand Café de París fue el lugar donde se realizó la primera proyección cinematográfica pública en la que se pagaba una entrada por su acceso, el 28 de diciembre de 1895, según la crítica generalizada, si bien no todos los autores estudiosos del cine están de acuerdo. Algunos de ellos afirman que la primera vez aconteció el 1 de noviembre de ese año en Alemania, por el inventor Max Skladanowsky en el teatro Wintergarten de Berlín, aunque dicha exhibición fue realizada con el Bioscope, y dentro de un espectáculo de variedades teatrales.
La sala estaba situada en el N.º 14 del Bulevar de las Capuchinas, en el IX Distrito de París (Francia), donde se encuentra actualmente el Café Lumière del Hotel Scribe. A la primera sesión sólo asistieron 33 espectadores, pero en seguida la demanda superó el aforo del local. 
Ese día se proyectaron 10 películas de los hermanos Lumière:
1. La Sortie de l'usine Lumière à Lyon (La salida de la fábrica Lumière en Lyon)
2. La Voltige (El volteo)
3. La Pêche aux poissons rouges (La pesca de los peces rojos)
4. Le Débarquement du congrès de photographie à Lyon (La llegada al congreso de fotografía en Lyon)
5. Les Forgerons (Los herreros)
6. L'Arroseur arrosé (' El regador regado)
7. Le Repas de bébé (La comida del bebé)
8. Le Saut à la couverture (El manteo)
9. La Place des Cordeliers à Lyon (La Plaza des Cordeliers en Lyon)
10. La Mer (Baignade en mer) (El mar, baño en el mar)